# حیات وحش ایسلند

نقشه توپوگرافی ایسلند

حیات وحش ایسلند، حیات گیاهی و جانوری وحشی است که در جزیره ایسلند، واقع در شمال اقیانوس اطلس، درست در جنوب مدار شمالگان، یافت می‌شود. گیاهان و جانوران به دلیل جغرافیا و آب و هوای جزیره محدود است. زیستگاه‌های این جزیره شامل کوه‌های مرتفع، مزارع گدازه‌ای، تندراها، رودخانه‌ها، دریاچه‌ها و یک دشت ساحلی با عرض متفاوت است. یک خط ساحلی طولانی وجود دارد که توسط آبدره‌ها، به ویژه در غرب، شمال و شرق، با بسیاری از جزایر دریایی تقسیم شده‌است.

## جغرافیا

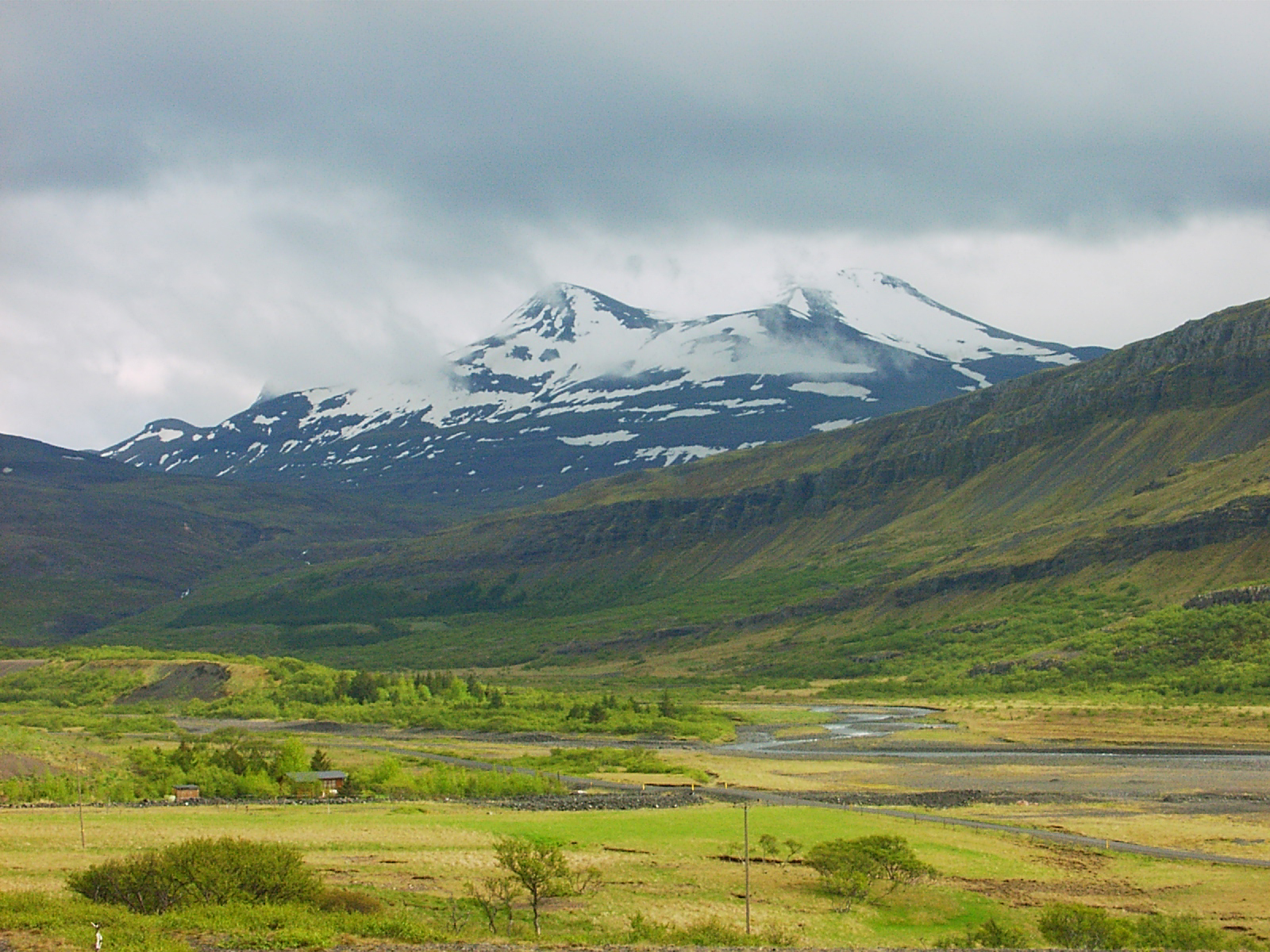
منظره ای به کوه‌های Botnsdalur در غرب ایسلند از Hvalfjörður

ایسلند منشأ آتشفشانی دارد و مناظر آن تحت تأثیر فرسایش آب و باد، سایش و یخبندان قرار گرفته‌است. بلندی‌های ایسلند حدود ۵۰۰ متر (۱٬۶۴۰ فوت) بالاتر از سطح دریا، فلاتی را تشکیل می‌دهند، واقع در بخش مرکزی و جنوب شرقی جزیره، و حدود ۴۰٪ از خشکی را اشغال می‌کند. آنها عمدتاً از بیابان‌های آتشفشانی در میان یخچال‌های طبیعی تشکیل شده‌اند. سایر بخش‌های کشور شامل کوه‌ها و تپه‌هایی است که توسط دشت‌های ساحلی احاطه شده‌اند که توسط دره‌های شیب‌دار و آبدره‌ها بریده شده‌اند. دریاچه‌های کوچک و رودخانه‌های کوتاه و سریع زیادی وجود دارد. تنها حدود ۲۵ درصد از زمین دارای پوشش گیاهی کامل است و دو پنجم آن را باتلاق تشکیل می‌دهد. ۶۰٪ دیگر دارای پوشش گیاهی کم یا بسیار کم است.

## اقلیم
آب و هوا زیرشمالگانی است. به‌طور کلی، قسمت جنوبی جزیره گرم تر، مرطوب تر و پربادتر از شمال است. سردترین قسمت این کشور ارتفاعات مرکزی است. نواحی کم ارتفاع که در شمال قرار دارند، خشک‌ترین بخش‌ها هستند، اما این مناطق از کشور بیشترین بارش برف را در زمستان دارند. آب و هوا نسبت به جاهای دیگر در عرض‌های جغرافیایی مشابه توسط جریان جریان اطلس شمالی گرمتر می‌شود و معمولاً ساحل عاری از یخ است.

## گیاهان

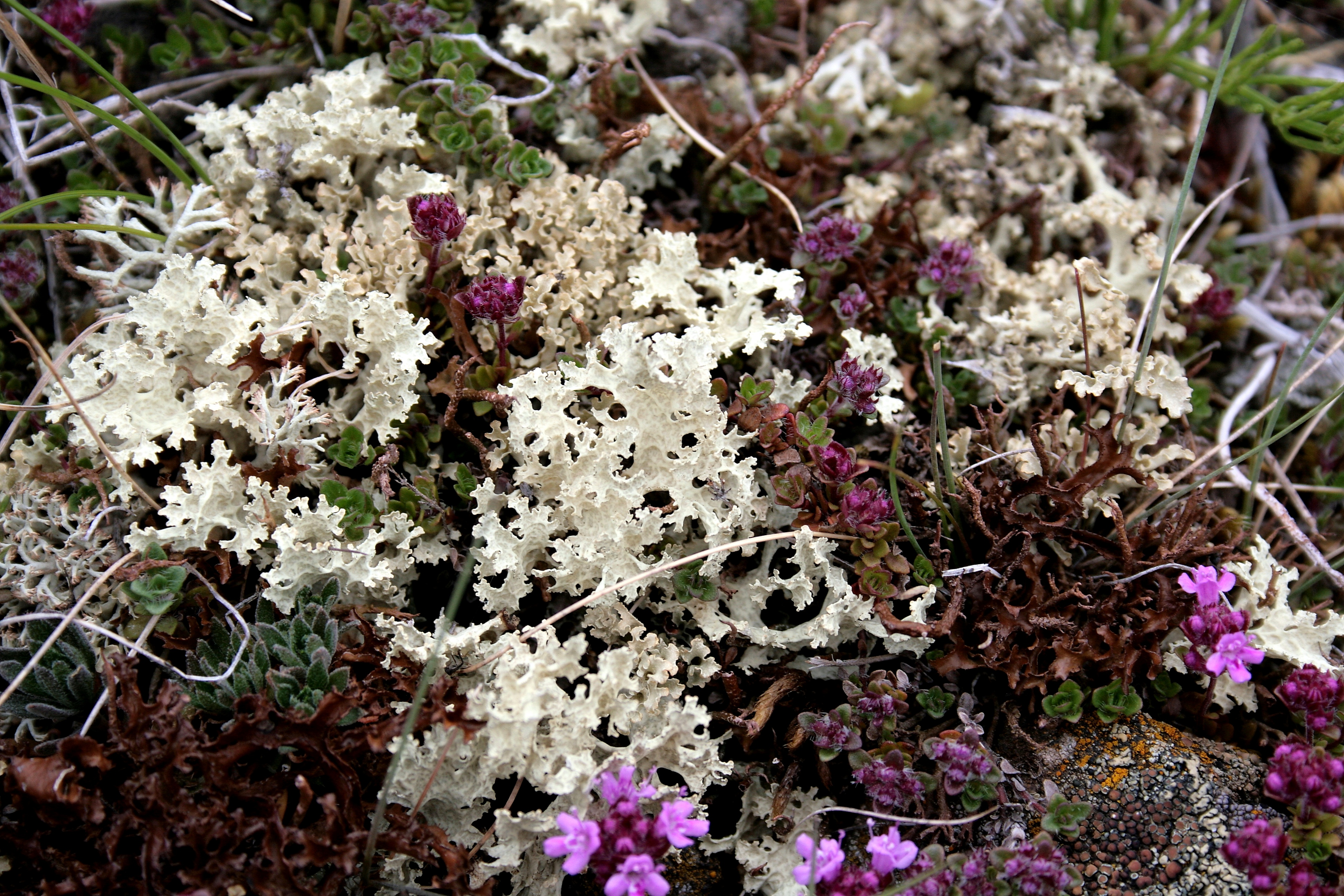
خزه ایسلند

تعداد محدودی از گونه‌های گیاهی در ایسلند وجود دارد. زمانی جزیره ای پر جنگل بود، ولی ورود مهاجران با قطع درختان برای ساخت و ساز و هیزم همراه بود و اکنون درختان کمی باقی مانده‌است. مهاجران دام را معرفی کردند و چرای بی‌رویه، به ویژه توسط گوسفندان، منجر به آسیب به خاک‌های آتشفشانی شد. سه چهارم جزیره در حال حاضر تحت تأثیر فرسایش خاک قرار گرفته‌است و خاک باقی مانده قادر به حمایت از پوشش گیاهی نیست. گیاگان شامل حدود ۵۴۰ گونه گیاهی است، با گیاهان چوبی که معمولاً شامل خلنگ، سنگروی سیاه، تاغ اخته، توس مودار، باقالی و بید است. اکثر درختان کمتر از ۲ متر (۷ فوت) هستند. به جز چند درخت بلندتر در دره رودخانه‌های شمال و شرق.
بخش اعظم بخش شمالی کشور باتلاقی یا تاندرا است و پوشش گیاهی آن عمدتاً خزه‌ها، گلسنگ‌ها و جگنیان است. معمولاً خزه ایسلند وجود دارد، گلسنگی که به وفور رشد می‌کند و تشک‌هایی را در تندراها و دامنه‌های کوه تشکیل می‌دهد و می‌تواند در مواقع ضروری «غذای قحطی» را فراهم کند. جگنیان و علف‌ها بر گیاهان آوندی غالب هستند، با ۵۳ گونه از اولی و ۴۷ گونه از دوم. از بین گیاهان دولپه‌ای، رایج‌ترین خانواده کاسنیان (خانواده دیزی) و به دنبال آن میخکیان (خانواده گل میخک) است. حدود ۵۶۰ گونه خزه‌تباران (خزه و جگر)، ۵۵۰ گونه گلسنگ و ۱۲۰۰ گونه قارچ وجود دارد که هر دو گلسنگ و قارچ مشابه آنهایی هستند که در اسکاندیناوی یافت می‌شوند.

## حیوانات

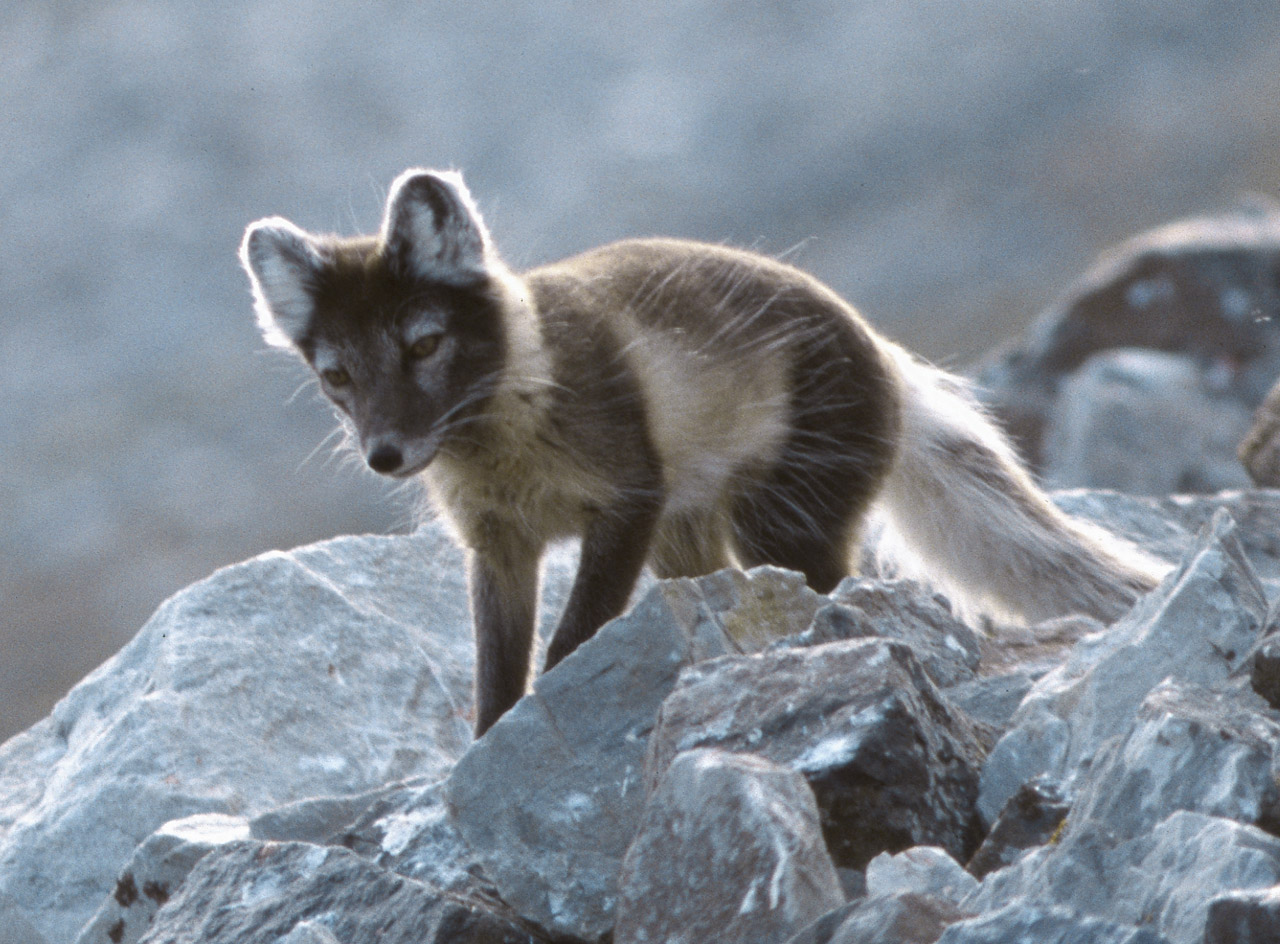
روباه قطبی در پوشش تابستانی

تنها پستاندار بومی ایسلند روباه قطبی است. گراز دریایی بومی ایسلند بود، اما پس از سکونت انسان، احتمالاً در نتیجه شکار، تغییرات آب و هوا و/یا آتشفشان، ناپدید شدند. حیواناتی که توسط انسان به طبیعت ایسلند معرفی شده‌اند عبارتند از راسوی آمریکایی که از مزارع خز گریخت و ازدیاد یافت و همچنین گوزن شمالی. یک گله گوزن شمالی در جنوب شرقی منقرض شده‌است، اما یک گلهٔ بزرگتر در شمال شرقی جمعیتی بالغ بر چند هزار حیوان دارد. موش جنگلی نیز معرفی شده‌است و در حومه شهر زندگی می‌کند، با موش خانگی، موش قهوه ای و موش سیاه به مناطق شهری محدود شده‌است. خرس‌های قطبی نیز گهگاه از این جزیره دیدن می‌کنند و بیشتر از گرینلند به اینجا می‌آیند. با این حال، مشاهده خرس‌های قطبی نادر است و آنهایی که دیده می‌شوند معمولاً به دلایل امنیت عمومی کشته می‌شوند. خفاش‌ها به‌طور فزاینده ای در جایی ثبت شده‌اند که تصور می‌شود یا ولگرد هستند یا به‌طور مصنوعی معرفی شده‌اند.

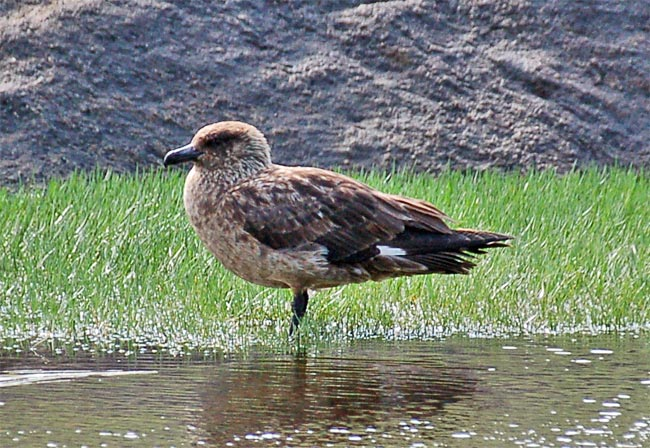
کاکایی اقیانوسی بزرگ

حدود ۷۲ گونه پرنده در ایسلند زندگی می‌کنند. اینها عبارتند از شنقار، عقاب دم سفید، ترمتای، جغد برفی و جغد تالابی. همچنین اردک‌ها، غازها، پرندگان ساحلی، مرغ‌های دریایی و دیگر پرندگان دریایی، کاکایی‌اقیانوسی قطبی و کاکایی‌اقیانوسی بزرگ نیز وجود دارند که جمعیت ایسلندی این دومی تقریباً نیمی از کل جمعیت جهان را تشکیل می‌دهند. شاید به دلیل کمبود فرصت لانه سازی یا کمبود غذای حشرات در برخی مواقع سال، گنجشک‌سانان کمی وجود دارند.
رودخانه‌ها و دریاچه‌ها محل زندگی آزادماهی اطلس، ماهی قزل آلای خال‌سرخ و زآزادماهی قطبی، و همچنین مارماهی اروپایی و آبنوس سه خاره هستند، و ماهی قزل آلای رنگین کمانی نیز وجود دارد که از جوجه کشی ماهی فرار کرده‌است. هیچ دوزیست یا خزنده در ایسلند وجود ندارد.
حدود ۲۷۰ گونه ماهی دریایی در آب‌های اطراف ایسلند یافت می‌شود که مهم‌ترین گونه‌های تجاری آن ماهی روغن، روغن‌ماهی کوچک، صخره‌ماهی، صاف‌ماهی، شاه ماهی، خردماهی و سفیدگون آبی است. فک بندری و فک خاکستری در سواحل زاد و ولد می‌کنند و گونه‌های مختلفی از نهنگ‌ها و همچنین دلفین‌ها و گرازماهی بندری در آب‌ها وجود دارند.